# Ponte Riccio
Ponte Riccio, nota anche come Zona Asi, o Giugliano Stazione è una località abitata del comune di Giugliano in Campania, nella città metropolitana di Napoli, al confine con il comune di Qualiano.
Si trova, dal punto di vista geografico, in una posizione baricentrica nel comune di Giugliano, anche se si tratta di una periferia, localizzata nei pressi di una zona industriale, denominata zona Asi. La località presenta diverse abitazioni di edilizia spontanea e versa in situazioni di degrado. Complessivamente la zona ha subito una cementificazione incontrollata, causando danni al territorio. Secondo la Pianificazione territoriale si tratta di area agricola e zona industriale.
L'area prende il nome, probabilmente, dal vecchio ponte della Circumvallazione Esterna sulla ferrovia che, prima della costruzione dell'asse mediano, aveva una forma simile al riccio.
Ponte Riccio è nota soprattutto per essere fornita della stazione di Giugliano-Qualiano, sul passante ferroviario di Napoli, questa stazione, nata nel 1927 serve i comuni di Giugliano in Campania e Qualiano, ma essendo posta a notevole distanza dai centri abitati è poco utilizzata.
Nell'area è presente lo Stir di Giugliano, impianto di trattamento dei rifiuti solidi urbani.
Poco distante dalla stazione è situata la chiesa di San Matteo Apostolo Stella Maris nel cosiddetto borgo La Riccia.